# SPCS

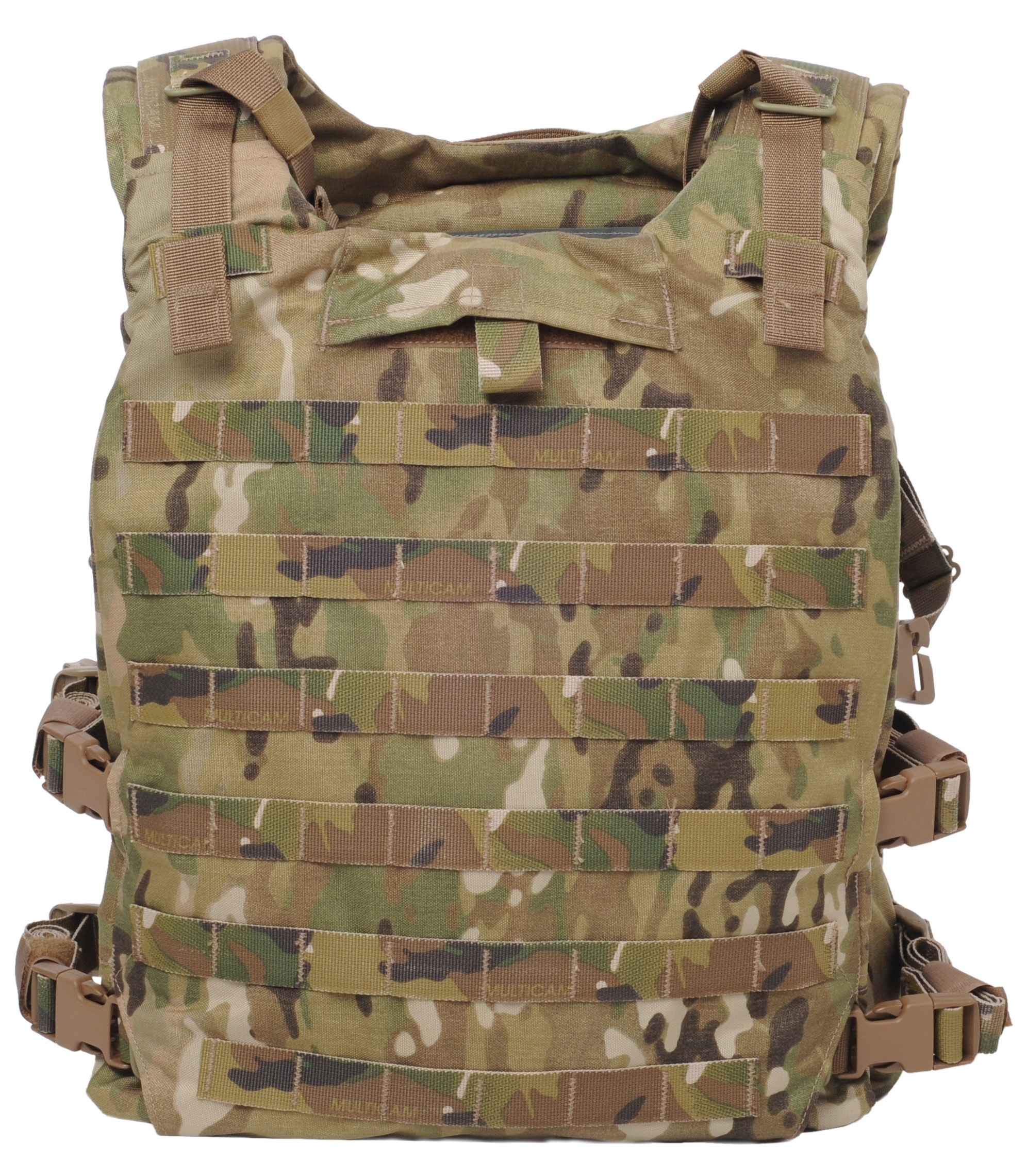
マルチカム迷彩が施されたSPCS

SPCS（英: Soldier Plate Carrier System）はアメリカ陸軍が採用したボディアーマーである。2010年からIOTVと併用する形で配備される。

## 概要
アフガニスタンなどの山岳地帯での戦闘を意識して兵士の負担軽減のために軽量化を図っているのが特徴。従来のIOTVを置換するものではなく追加装備として支給され、IOTVとSPCSのどちらを作戦で使用するかはその場の指揮官の判断に委ねられる。なお、特殊部隊にはさらに軽量な「MBAV（Modular Body Armor Vest）」が支給されている。
前面と後面および側面に拳銃弾を阻止可能なソフトアーマーと、小銃弾を阻止可能なセラミックプレートを挿入することができるが、軽量化のためにソフトアーマーで防護できる範囲はIOTVよりも減少している。ソフトアーマーだけでも使用できるほか、側面部分は取り外すことができるため、任務に応じて更なる軽量化も可能となっている。
重量はMサイズの場合ソフトアーマーのみで5.85ポンド（2.65㎏）、プレートを挿入すると21.85ポンド（9.91㎏）になる。
PALSウェビングが全面に施されているため、小銃のマガジンや手榴弾、無線機などのポーチを任務に応じて取り付けることが可能。IOTVと同じくウェビングテープの部分にも迷彩が施されている。迷彩に関しては、アフガニスタンに派兵される兵士に支給されるものはUCPではなく現地で行われたトライアルで勝利したマルチカムが採用されている。
配備は2010年から開始されており、第10山岳師団や第101空挺師団などの精鋭部隊に優先して配備が行われた後に一般部隊にも広く配備された。現在は第2世代（gen2）が配備されている。